# 尼克尔斯基

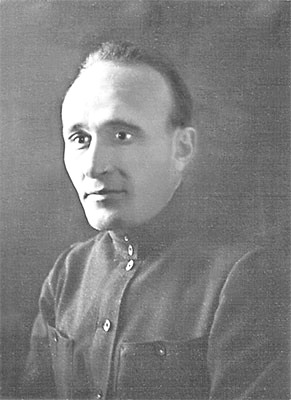
尼克尔斯基

弗拉基米尔·阿勃拉莫维奇·涅伊曼（俄语：Владимир Абрамович Нейман，1889年2月10日—1938年9月21日），化名尼克尔斯基（Никольский）、瓦西里、别尔克、瓦西里耶夫，俄国共产党（布尔什维克）党员，曾参加中国共产党第一次全国代表大会。

## 生平
1889年2月10日，涅伊曼出生于外贝加尔省巴尔古津县奇特坎村，早年就读于赤塔商业学校，1912年至1916年在赤塔的私人商店当雇员。1916年开始在第16西伯利亚步兵预备团等处当列兵，1917年复员。1918年参加俄国白军，1920年4月随犹太人独立连转投红军。1921年加入俄国共产党（布尔什维克）。1921年至1923年在远东共和国革命人民军情报部服役。1921年，他在俄罗斯共产党远东区书记处领导委员会中国处工作。
1921年6月，他作为远东国际间谍处、远东国际书记处、赤色职工国际前身“职工国际理事会”这3个组织的代表来华，其时使用“尼克尔斯基”这一名字。到上海后，尼克尔斯基与另一位来自荷兰的共产国际代表马林会合，他们与李达、李汉俊取得联系。1921年7月23日，尼克尔斯基出席了在上海望志路106号举行的中国共产党第一次全国代表大会，并在会上发表讲话。
1922年至1925年，他在远东边区全权代表处间谍科工作，曾经在满洲里等地进行地下工作。1925年之后他在远东边区工作，曾任远东边区领导委员会外事处处长。1929年中东路事件期间，在波格拉尼奇内负责破坏和地下工作。1930年至1932年在中国黑河市负责对日情报工作。1933年至1935年他在上海的远东边区内务部管理处工作。1935年至1937年他任苏联内务部国家安全领导委员会第七处全权代表，其间曾经到中国进行地下工作。
1938年2月，他在哈巴罗夫斯克被以“间谍罪”被捕，1938年9月21日在哈巴罗夫斯克被枪决。1956年11月8日，苏联最高法院军事审判庭为他平反。

## 相关
- 因为尼克尔斯基的生平、履历等曾长期不为人知，所以其被称为“被遗忘”的中共一大与会者或者中共一大“第十五人”。[1]